# 幼稚園WARS
『幼稚園WARS』（ようちえんウォーズ）は、千葉侑生による日本の漫画作品。『少年ジャンプ+』（集英社）にて、2022年9月15日から連載中。ジャンプルーキー!の連載争奪ランキングにて読者投票によりインディーズとして連載開始。21話より通常連載へと移行した作品である。
作者の千葉によると、本作は「『殺し屋×幼稚園』のラブコメ」であり、「イケメン好きの最強先生と次々に攻めてくるイケメン殺し屋のイカれた攻防戦」が見所となっている。

## あらすじ
世界の重鎮やセレブの子どもたちが通う「ブラック幼稚園」では、誘拐犯や殺し屋たちの手により多くの幼稚園教諭が命を落としていた。
そこで政府は、服役囚に減刑と引き換えに戦闘訓練を受けさせ「特殊教諭」としてブラック幼稚園で一年間子どもを守らせる極秘システムをつくった。
特殊教諭・リタは仲間たちとともに仕事に恋に日々奮闘する。
1話〜6話
スペード、クラブ、ダイヤ、ハートと、名だたる殺し屋相手に、リタやダグは子どもたちを守るため戦う。そんな中、ダイヤにつかまったダグをリタが救出したとき、ダグにリタへの好意が芽生える。
7話〜12話
新人としてたんぽぽ組にやってきたハナは「父・ハリーにつかまった兄を助けてほしい」とリタとダグに懇願する。エリナも同意し、3時間という条件付きで3人を向かわせる。殺し屋をたやすく全滅させる彼らだったが、ハナはハリーから「リタを殺せば兄とともに一族に戻ることを許す」とそそのかされていた。ハナの裏切りによってリタは爆発に巻き込まれ、逃げ出そうとするダグもあらわれたハリーによって撃たれる。爆発をしのいだリタによってはハリーは敗れたものの、ヘリに乗ってたんぽぽ組を全滅させようとする。しかし、リタにより、手榴弾でヘリごと吹き飛ばされ、ハナは父に一族との決別を宣言する。また、ダグに助けられたハナは彼に好意を抱く。保健室で治療を受けた後、きく組のルーク・スミスと出会う。
13話〜20話
ブラック幼稚園を襲ってきたナターシャと相対するリタ。激しい戦いの末にナターシャを殺害することができたが、標的となった子供・ライラについての謎が深まり、ルークは、この幼稚園がライラ一人のためだけに作られたのではないかと推測する。そんな中、ある人物が、ライラを手に入れることを目論んでいた。
21話〜25話
殺し屋を追って園の外へ出たリタは、双子の弟・レオと再会する。レオと側近のアシュリーと戦闘になるリタだったが、きく組の到着によって、新世界秩序と名乗る2人は撤退する。そして園長は、来たるお遊戯会に向けて、たんぽぽ組ときく組に買い出しを頼む。
26話〜37話
買い出しに出発したたんぽぽ組ときく組は、目的地の浅草へ向かう道中で殺し屋と遭遇。ライラの乗車も発覚し混乱する中、たんぽぽ組はライラを連れて先に浅草へ向かう。浅草にて、新世界秩序の雇った殺し屋、猪本ナツキと猪本ハルオに苦戦する三人だったが、撃退に成功する。目的地のミネジマにて、新たな武器と秘密兵器となるプードル10匹を手に入れた特殊教諭たちは園に無事帰還する。一方で、リタに見逃され平穏な暮らしを送ろうと浅草を出ようとしたナツキとハルオは、新世界秩序の襲撃を受ける。
38話〜40話
買い出しの終わりを記念して宴が繰り広げられる。そして、ダグはリタに思いを伝えるため、邪魔なルークを縛ったうえで、屋上でついに告白するが、酔いつぶれていたために失敗する。さらにルークに蹴飛ばされ、騒ぎに気づいた園内最強の特殊教諭であるウーナ・マウリに、敵と間違えられ、ロケランで一発とさんざん。そして彼女と同じすみれ組のマックもやってきたために、またもや思いを伝えられずに終わる。
41話・42話
園長から、お遊戯会当日は銃火器の使用が禁止されることを告げられる。また、ダグの元仕事仲間のエルザ・オージェがライラを狙って襲撃に来る。任務を捨て、ダグと関係を再び持とうとする彼女だったが、リタによって撃退される。
43話・44話
お遊戯会に向けて、たんぽぽ組ときく組は特訓に臨む。
45話〜
お遊戯会が始まり、シルバー家5姉妹の襲撃を受ける。
71話〜
リタたちはエリナから再教育機関に送られていた特殊教諭・ヨシテルを横浜まで迎えに行ってほしいとの命令を受ける。横浜でヨシテルと合流した一同であったが、ヨシテルは所属していた緑幇のボスをはじめとするメンバーを大勢殺しており追われる身となっていた。シルビアはヨシテルを狙った残党が園を襲うと考え、緑幇を潰すべく二手に分かれ行動を開始。わざと捕まって組織の本部にもぐりこむ。
88話〜
夕涼会の片付けをしていた時に、ついにダグはリタに想いを伝える。そして、2人は付き合うことになった。2人の異変に気づいたハナは失恋する。その時に、ナツキに励まされ、ナツキに想いが傾いていく。
92話〜
きく組に新人・ヴァンが来る。リタは必死にときめかないようにしていた。ヨシテルは、ヴァンが自分のことを「ヨシテル」といってくれるからと気に入っていたが、シルビアの元カレと知って、嫉妬心を持つように。
95話～
新世界秩序（ニューワールドオーダー）による戦闘がスタート。
ここでダグがレオに胸元を撃たれてしまう
102話～
新世界秩序（ニューワールドオーダー）により、ダグとライラが連れ去られる。
ダグは109話で闇落ちのような表現があった

## 登場人物

### ブラック幼稚園
世界の重鎮の子供が通う幼稚園。どんな敵でも返り討ちにする。園の情報は極秘。教諭は皆、元犯罪者で減刑のため、働いている。

#### たんぽぽ組
新人だらけの組。ルークにもこのメンバーは気に入られていた。
リタ
本作の主人公。元殺し屋。囚人番号999。4月4日生まれ。20歳。156cm。体重不明。O型。占いとイケメン好き。自由になったときの夢は「イケメンとつきあうこと」で、つきあいたいイケメンのタイプをランク付けしている。武器はM92Fで、ハサミやスコップなどの日用品や遊具など、実戦の場で役に立てばなんでも使う。
オランダ北部にある、殺し屋組織の息が掛かった教会の孤児院出身で、教会が別の殺し屋組織に襲われたときに双子の弟・レオとともに拉致され殺しの訓練を受け、その後日本で仕事をしていた。かつては「魔女」という通称で呼ばれ、多対一でもたやすく制圧できる実力者で、噂を知る殺し屋から恐れられている。
「自分には人を殺すことでしか価値がない」と言われ続けてきたため、人を守る特殊教諭の仕事に誇りを持っている。
いい出会いを見つけるため、毎日ほぼすべての占いをチェックしている。イケメンに対してはたとえ敵だろうと惚れ込み質問するが、気に入らない答えが出ると相手をすぐに殺害する。反対に、好みの容姿でなければ問答無用で殺害する。ダグのことがタイプではあるが、詐欺師であることを理由にその感情を抑え込んでいる。だが、次第に彼の積極的なアプローチやハプニングから心惹かれるようになり、夕涼会終了後に付き合うことになる。
殺し屋ではあったものの、ナツキとハルオを殺すことを取り下げるなど、優しい部分がある。しかし、戦闘時に殺し屋だった頃の戦いを楽しむ人格が戻ることがあり、このとき教会でレオと一緒に遊んでいたときの歌を口ずさむことがある。
泳げないことが唯一の弱点で、子ども用のビニールプールや凄く浅い川でも溺れる。
ダグ（ダグラス・カーター）
リタの先輩。元詐欺師。囚人番号318。9月18日生まれ。23歳。180cm。77kg。A型。酒に強い。自由になった時の夢は「タバコをフィルターなしで1日2箱吸う人生を送ること」。武器はP99。
親に捨てられ、スラム街で盗みやスリを繰り返すうち詐欺師となり、今まで様々な人物を利用してきた。
人の考えや感情につけこむ犯罪をしてきたことからコミュニケーション能力が高く、園児や酔いつぶれたリタの言葉を理解でき、子供の面倒見は特殊教諭たちの中でもトップクラス。ライラに特になつかれており、レオはダグとライラに何か特別な関係があると見ている。
反面、戦闘能力は今ひとつだが、相手のスキを作ったり機転を利かすなど上手く立ち回るほか、スリの技で相手の武器を盗んで使ったりもしている。本人も弱さに負い目があり、鍛えた結果、ルークの形見であるパイソンを扱えるようになった。
リタが自分にない真っ直ぐさや明るさを持っていることや、初めて助けられたことから、彼女に好意を抱く。積極的なアプローチを繰り返すが、ルークに邪魔されたり、リタが酔っていたりと、何かとうまくいかなかった。また、ハナには彼女を助けたことで好意を持たれていた。ルークの死亡にともない、両思い(恋愛)促進派・ヨシテルが復帰したため仲が一気に進展し、夕涼会で付き合うことになった。
しかし、新世界秩序の奇襲によりどうしてもライラを守れない状況に陥ったため、自分のGPSを手がかりに追跡できるよう、リタに別れを告げて新世界秩序にあえて投降する。
ハナ・ブラッドリー
元殺し屋。囚人番号829。2月22日生まれ。18歳。153cm。45kg。B型。自由になった時の夢は「兄と幸せに暮らすこと」。武器は手榴弾とバット。手榴弾のピンを抜いてバットで打つ。
ブラッドリー家の生まれ。兄を助けるため、もとは裏切るつもりでブラック幼稚園に近づいたが、一族の掟も父も嫌っており、騒動を通してブラック幼稚園に身を置くことを決める。ダグに助けられたことで彼に好意を抱くが、ダグがリタと付き合いはじめた事で失恋。ナツキを「いいお兄ちゃん」と言ったことで好意を抱かれ、失恋を励まされたことからナツキに想いが傾いていく。
猪本ナツキ
用務員兼戦闘サポート。11月1日生まれ。21歳。181㎝。79㎏。B型。主にたんぽぽ組の手伝いをしており、共に殺し屋たちと戦う。武器はポイという金魚すくいに使われる道具で、投げつけるほか、特殊な受け方で弾丸をすくいそのまま相手に返して攻撃することもできる。
ハルオに溺愛され日常生活の面倒をいちいち見られて育ったため、食べ方がぎこちない、缶ビールを開けられないなどものすごく不器用だが、ハルオを喜ばせるためポイを特別にうまく扱えるようになった。浅草での一件で自分をいいお兄ちゃんと言ってくれたハナに一目惚れし、失恋したハナを励ましたことで仲が進展した。
浅草で金魚屋と殺し屋をやっていた両親のもとに生まれたが、殺しの仕事で両親を失ったことで、稼業を両方継いだ。
もとは敵で、新世界秩序に雇われ、お遊戯会の買い出しのため浅草に来たリタたちを殺そうとした。あと一歩で敗北するところで、ハルオに促されて殺しから足を洗うと決意しリタに見逃された。
浅草を去るときに新世界秩序の襲撃を受け瀕死となるが、エリナによって助け出され、一命を取りとめたハルオを人質に取られて園に協力することになる。

#### きく組
チームワーク重視の組。年中さんクラス。
ルーク・スミス
上司殺しの元警官。囚人番号225。12月23日生まれ。27歳。191cm。88kg。AB型。自由になった時の夢はなく、ずっと園で働いて子どもたちを守り続け、仲間たちと暮らすことを望んでいる。裕福な家庭に生まれ英才教育を受けて育っており、生まれながらの犯罪者でないという点が他の特殊教諭とは違う。武器はパイソン。口から右肩、背中にかけて大きな火傷跡がある。意外と酒には弱い。
大の少女漫画好きで「ごはんよりだんご」という作品が一番のお気に入り。さまざまな少女漫画を読んできたことから「片思いの時間は長ければ長いほど良い」という考えがあり、リタとダグが距離を詰めるのをなんとしてでも阻止し、二人が近づくのを発砲して止めるほか、ダグに好意を抱くハナに風邪だと嘘を吹き込むなどしている。片思いシチュエーションを見るたび、心の中で「いいね👍」とコメントしている。また、恋仲や進展の度合いも探り当てられる。戦闘で少女漫画への愛を語り倒し、シルバー家五姉妹をドン引きさせた。
かつては「犯罪者であっても殺さない」という考えを貫くまじめな警官で、若くして出世し将来を期待されていたが、新世界秩序に加入したオリバー、元同僚たちをやむなく殺したことが重罪となり、刑務所でのリンチに立ち向かって多くの囚人を殺傷したこともエリナの目にとまり特殊教諭となった。
ティナという彼女がいたがオリバーに殺されており、一部燃えてしまっているが、彼女とのツーショットの写真をずっと保存している。ちなみに、「ごはんよりだんご」はティナの愛読していた少女漫画だった。
シルビアとは互いに信頼し合っており、味方同士で敵を挟んで撃つという、仲間を誤って撃つかもしれない危険なことを平然とやってのける。
アオバとの戦闘で右手を切り落とされ腹部を刺されるが、仲間を何としても守るという思いで奮戦し、アオバの両足を切り落として彼を退けた。
戦闘終了後に力尽き、走馬灯の中で子どもたちの暖かさに包まれ、ティナとの再会を果たして息絶える。
作中随一の人気キャラで、人気投票ではダグに倍以上の差をつけて一位となっており、死後もPR編や特別編では何ごともなかったかのように登場する。
シルビア・スコット
元運び屋。囚人番号299。1月18日生まれ。24歳。170cm。体重不明。B型。自由になった時の夢は「カタメブタ2倍アブラカラメマシヤサイマシマシニンニクマシマシラーメンを食べる」こと。武器はMAC11で、二丁持ちで使う。
ルークとは互いに信頼し合っている。実はルークのことをエッチな目で見ていて、戦闘中も含めてルークの一つ一つの仕草に興奮しており、敵を挟んで撃つ戦法も、戦っているルークを観察できるからというスケベ心で成り立たせている。ドリフト走行が特技で、遠出する命令があったときには運転手を務め、追手をかわしながら幼稚園バスを巧みに操る。シルビアの運転には、リタたちも悲鳴をあげていた。
池田ヨシテル
元緑幇メンバー。12月12日生まれ。25歳。174㎝。74㎏。O型。横浜生まれ横浜育ち。自由になった時の夢は「サモエドを飼って一緒に寝ること」。武器はショットガンで、ドラゴンブレス弾を使用。園児からの愛称は「テルテルせんせい」。きく組メンバー以外には、しょっちゅう名前を間違えられる。(ダグには、浜っこ｟元は、エセ中華と言われていた｠と言われている)
なんでも壊してしまうことから親に怖がられて捨てられ緑幇に拾われたが、ある事情からボスとメンバーの大半を殺して出頭し特殊教諭となった。
仕事中（戦い含む）にしょっちゅう寝落ちするため再教育施設に送られていたが、一時間に一本エナジードリンクを飲むことで現在は対策している（ただし、倒れた本人に誰かが飲ませるハメになる）。横浜での騒動では張蘭に自身を殺させて因縁に決着をつけるつもりだったが、リタたちに助けられ園に復帰した。
シルビアに惚れ込んでおり、事あるごとに交際を申し込んでは即フラれている。両思い(恋愛)促進派で、リタとダグ、ハナとナツキの仲を進展させた功労者。ちなみに、「それ恋じゃね」とか「それ両思いじゃね」とかズバッと言う。少し前のたんぽぽ組について知っており、ヨシテルが特殊教諭になったときはあからさまな悪党ばかりだったという。
のんきで単純な性格だが、張蘭の死を悟ってなお、感情を隠す気丈な面もある。
ルークいわく、戦いでは手がつけられなくなるタイプ。ルークさえも敵を挟んで撃ち合うという戦法もヨシテル相手ではやろうとしなかった。実際、戦闘中は笑いながら敵を撃っており、リタのように狂ってしまう。ヴァンの不意打ちで意識を失ってもなお戦うほどの戦闘狂。ヨシテルもルークの強さを信頼しており、彼の死を知ってかなり驚いていた。

#### すみれ組
園内最強の特殊教諭が集う組。この組が、ライラの護衛をしている。
ウーナ・マウリ
園内最強の特殊教諭。囚人番号412。3月2日生まれ。16歳。138cm。体重はリンゴ2個分。B型。四字熟語しか喋らない変人で、協調性と子供を世話する能力はまったく無い。低身長に、とってもキュートな見た目。しかし、知力や戦闘に関する能力は最強クラス。武器はロケットランチャー。
もともと何をしていたかは不明だが、100話でライラをめぐる集まりにエリナ、ゴードンと同席していた。マックのみが彼女の言っていることを理解でき、他者とのコミュニケーションを代わりに行っている。また、実際に言っていることはかなり口が悪い。
マック・フリーマン
クマの着ぐるみを着ている巨漢。囚人番号411。7月7日生まれ。身長205㎝(着ぐるみを着ていると)。いつも右手で、スマホを操作していることから、右利きと見られる。もともと何をしていたのかは不明で、8巻カバー下のプロフィール欄は身長と誕生日以外の部分が読めなくなっており、特殊教諭の中でもとくに謎が多い。武器はバズーカとスマホ。ライラをつきっきりで護衛している。声を出さない代わりにスマホの音声アプリを使ってしゃべっており、大量のモバイルバッテリーを常備している。唯一ウーナの言葉を理解できる。
着ぐるみの背中にチャックがあるが、開けて中身を見ようとすると恐ろしい言葉がかえってくる。
中身は日光アレルギーの中年男性で、ランチャー本体を投げつけるほか、スマホで相手の攻撃を受け止めることもでき、少なくともレオとヴァンを同時にあしらえるほど強い。

#### その他
エリナ・ウィンクラー
園長。元軍人。愛用する銃器はデザートイーグル。特殊教諭たちの首にGPSチップを埋め込むほか、「子どもを守れなければ死刑」「園の情報を吐けば死刑」「殺し屋を逃せば逆さ吊り」など、きわめて厳しいルールによって特殊教諭たちを管理している。
ライラに何不自由ない子供らしい生活をさせることを望んでおり、特殊教諭たちには「ただのお金持ちの子」と伝えていたが、102話でライラが新世界秩序に奪われたため正体を明かす。このとき特殊教諭たちを全員死刑にするつもりだったが、リタの覚悟を聞き入れて特別に生かす。新世界秩序の奇襲に合わせ園の戦力を削ぐ目的で自分たちが集まりに呼ばれたことから日本政府を信用できなくなり、拠点をニューヨークに移す。この時に、ゴードンに「この選択は、意外だったな」と言われ、「使えそうな駒は全て使う……それだけよ」と答えている。
ゴードン・Z・スカイ
保険室の先生兼副園長。元軍人でエリナとはその時からの付き合い。たんぽぽ組の一同が初めは逃げ出すほど見た目が怖い。しかし、見た目とは裏腹に、戦いを好まない派である。
怪我人は絶対安静としており、逃げる相手にも問答無用で手当を行う。手当て後にいつも「アメちゃんいるか？」と言ってアメをくれる。傷を癒やしてもらうため特殊教諭たちを銭湯につれていくなど優しい性格。
ライラ
常に笛を持ち歩いている園児。マックがつきっきりで護衛している。ナターシャに狙われたのを皮切りに、多くの殺し屋から狙われるようになった。浅草へ向かう幼稚園バスにこっそり乗り込むなど、子供らしい好奇心がある。ダグには「ただのガキんちょ」と思われているが、ルークはブラック幼稚園がライラ一人のためだけに作られたのではないかと推測している。
正体は約100年前に大量殺戮兵器を作ったライラ・クラークという人物のクローンで、数々の実験を経て唯一成功したとされる個体。ライラ・クラーク本人の遺体などは現在すべて焼却処分され、クローンであるライラをめぐり様々な国家や組織が争う状態となっている。エリナが保管している写真には若いころのエリナとゴードン、ライラの面影を残す若い女性が一緒に写っている。
ミネジマの店主
浅草にある武器屋の店主。表向きは駄菓子屋。武器の動作確認の際に一曲歌う。エリナとは腐れ縁。
プードル
特殊教諭たちがミネジマでもらってきた秘密兵器。人の言葉がだいたい分かり、血の匂いに敏感に反応して侵入者に食らいく。
全部で10匹いて、名前はそれぞれ、醤油、味噌、塩、担々、白湯、豚骨、魚介、背脂、家系、鶏ガラ。
ゴードンによれば、エリナとのコンビプレーはすごいらしい。

### 新世界秩序（ニューワールドオーダー）
ある投資家による巨大組織。グレートリセットという世界の変革をもくろむ。
レオ
リタの双子の弟。ライラを手に入れることを目論んでいる。20歳。愛用する銃器はグロック17、グロック18。リタそっくりだが、ダグは変装したレオを見抜くことができている。リタと同じ殺し屋に育てられ、リタは日本、レオはアメリカで仕事をした。その後、レオは、新世界秋序に入り、リタたちが守るライラを奪おうと戦うことになる。戦闘中にリタと同じ歌を口ずさみ踊ることがある。
また、102話では、「お姉ちゃん、もう2度と会うことはないと思うけど、でも…もし…もしも次会うことがあれば…敵同士じゃないと嬉しいな」と言っている。この発言から、リタに恨みなどは全くないことがわかる。
アシュリー
レオの側近の女性。武器はトゲつきの鎖鉄球で、超人的な身体能力を持つ。
丹羽アオバ
レオから使い走りのような扱いを受けている人物。元八咫烏上野代表。12月12日生まれ。21歳。162㎝。58㎏。B型。ルークに足を切り落とされたところを拾われて義足を与えられ加入。武器は日本刀で、飛んできた銃弾を切れるほどの実力者。殺した相手の刀をコレクションし使っていることから「百刀流のアオバ」の通称で呼ばれる。
幼少期に自分を殺そうとした父親を、身を守るために殺して殺し屋になった。
「異常者は戦いの中でしか生きられない」という哲学があり、常に刺激を求め、趣味のギャンブルを有り金が尽きるまでやり続ける（加入後は禁止される）。
ヴァン・ブラックウッド
きく組の特殊教諭として園に潜入していた人物。シルビアのかつての仕事仲間（メカニック担当）で元彼氏。極度の方向音痴で運転時にカーナビが必要であり、それを理由にシルビアにフラれたらしい。運び屋時代の彼女について詳しく知っている。「道徳」という文字が彫られた大型ハンマーが武器。
エリナ不在時のレオの奇襲に合わせて正体を明かす。
アニタ・ブラッドリー
ハナの姉。右目に眼帯をしている。武器は爆弾とラクロスラケット。
落ちこぼれであったハナが叱責や虐待を受ける様子を見て、いつも見下しては優越感にひたっていたという陰湿な性格。一族の教えを忠実に守っており、家族や仲間の絆をまったく信じていない。
戦闘中にナツキに惚れて結婚を申し込む。

### ブラッドリー家
ハナの生家で名の知れた殺し屋一族。「失敗者には死」という掟がある。
ブラッドリー家ボス
ブラッドリー家のボスで、ハナとショウの父。日本に来たときに当時少女だったリタに大怪我を負わされた過去を持ち、そのときの恐怖から日本での任務は他の誰かに任せていた。因縁に決着をつけるため、ハナを利用してリタを殺そうとしたが失敗に終わり、ハナの手榴弾でリタにヘリごと吹き飛ばされ死亡。
ショウ・ブラッドリー
ハナの兄。メガネをかけたイケメン。一族の中で落ちこぼれだったハナに唯一優しく接していた家族。ショウとの絆が、ハナが一族から離れるきっかけとなる。
ハリーにリタを殺すために利用されるがリタたちに助けられ、ハナを見習って罪を償うため自首することを決断した。表向きはハナに殺されたことになっている。

### 八咫烏
汚れ仕事を裏で引き受け、国を支え続けてきた殺し屋集団。東京各地に殺し屋を置く。
鎌田兄弟
本誌出張編に登場。神保町代表。日本刀を使うくわえタバコの殺し屋。
園を襲うが、弟はルークに殺され、兄（金髪褐色猫毛イケメン）はリタに追い詰められ「好きなジャンプ作品は何か」との質問を受け「名探偵コナン」（サンデー連載作品）と答え死亡。
丸子ヒロミ
丸の内代表で緑幇の用心棒。黒髪メガネオフィス系上司イケメン。ビジネススーツを着ており「人生優等生」が口ぐせ。
違法アップロードされた映画を倍速で見てエンドロールは飛ばし、なんなら自分でもアップロードする派。
武器は「超合金メタルブレインブックa.k.aブライアン」という名のノートパソコンで、9ミリパラベラム弾を防ぐほどの強度があり（パイソンの357マグナム弾]は貫通する）折りたたむ部分に近いところから発砲できるほか、鈍器としても使える。
緑幇の本部でダグと戦い、駆け引きによってパイソンが弾切れになったと勘違いしたところを射殺される。

### シルバー家5姉妹
お遊戯会に潜入したメイド姿の5人組。リタ同様イケメンに目がなく「イケメンと結婚し素敵なお嫁さんになる」という夢がある。
もとは裕福な家の生まれだったが、武装集団の襲撃により親を殺されて拉致され、殺しの訓練を受けた。殺しの仕事を続けていればいずれは家に帰してもらえる約束だったが、家は荒らされ放題であり、武装集団を皆殺しにしてフリーの殺し屋となる。BOMBA（ボンバ）という掃除用ロボットを改造した爆弾が主な武器で、さまざまなほうきやバズーカなども使う。
ナンシー
長女。ルークと戦うが圧倒的な実力差の前に破れ、本当は姉妹仲良くずっと寄り添って暮らしていたかったことを思い出し息絶える。
ステイシー
次女。キャシーとともにハナを追い詰めるが、ナツキに殺される。
キャシー
三女。バズーカでハナを追い詰めるが、加勢にあらわれたナツキに喉を切られ死亡。
トレイシー
四女。ルークの事件について知っており、一般社会で彼は極悪人の扱いらしい。ルークに殺される。
グレイシー
五女。生まれつき身体が弱く、五姉妹の中で唯一戦えないためダグに見逃される。

### ロンドン市警
オリバー・オースティン
ルークの元上司。新米警官であったルークを指導するほか、真面目過ぎるルークにティナとの交際をすすめるなど面倒見の良い性格。犯罪者に容赦がなく、事情聴取の際に暴力で情報を吐かせることもある。
妻子をバスジャックで失ったショックから世界に絶望するようになり、退職した後にかつての同僚たちも巻き込んで新世界秩序に加入。
ティナを人質にとってルークを引き入れようとするが、受け入れられず戦いに発展、結果敗れるが、とどめをためらうルークをスキをついて殺そうとする。しかし、ルークをかばったティナを誤って撃ってしまい、我を失ったルークに射殺される。
ピーター
ルークが指導していた新米警官。実直な青年。
ルークの無実を証明しようとするが、自殺扱いで不審死する。
ライアン、ケイティ
新米警官。赤い夜明けに囮捜査を行うときに、ルーク、オリバーとチームを組んだ。
お互いを意識し合うツンデレ幼なじみ同士。

### 緑幇（りゅうばん）
横浜を根城にする中華マフィア。スキップ＋（プラス）という薬物を資金源に新世界秩序と手を組む。
王張蘭（わん　ちょうらん）
緑幇ボス。武器はスパス12。ヨシテルとは彼が拾われた時からともに育った親友同士だが、自分よりはるかに強いヨシテルが父から目をかけられていることに嫉妬していた。父と組織の仇であるヨシテルに、かつての関係から複雑な感情がある。
本部でヨシテルを殺しかけるが、止めに入ったリタになすすべなく敗北し両膝を撃ち抜かれる。園への脅威ではなくなったため見逃されるが、緑幇が新世界秩序の案件において女性や子どもをわざと逃がしていたため、後に現れたアオバに殺される。
張蘭の父
緑幇の先代ボス。拾ったヨシテルが実力をつけ頭角を現すにつれ彼を後継者にしようと考えるようになり、実の息子である張蘭は用済みとして、仕事の捨て駒として殺すつもりでいた。
しかし、その事をヨシテルに知られ、張蘭を守ろうとした彼に殺される。
鈴鈴（りんりん）
拷問官。武器は巨大ノコギリ。
水責めが通用しないナツキを殺そうとするが、シルビアにスキを作られ、ハナとナツキのコンビプレー（ハナが投げた手榴弾のピンをナツキがポイで抜く）により爆発に巻込まれる。
香香（しゃんしゃん）
鈴鈴の部下。トラのお面をつけた巨漢。しゃべり方は礼儀正しいが言っていることはグロテスク。
持ち前の腕力でナツキに大ダメージを与えるが、ナツキがハナから手榴弾を渡されており、鈴鈴のときとほぼ同じ戦法で爆発に巻込まれる。
白虎
緑幇四天王の一人。武器はマシンガンで中国拳法の使い手
リタの「ラーメンは何から食べるか」という質問に「初手調味料を全部入れる派」と答え死亡。
朱雀・玄武・青龍
それぞれ緑幇四天王の一人。
リタの噂をしながらラーメンは何から食べるか話し合っていたところ、全員が「SNSにアップする写真を食べる前に撮る派」であり、かけつけたリタに皆殺しにされる。
登場時の演出があからさまな死亡フラグ。

### 赤い夜明け（レッドドーン）
子どもや美人、エリートなどの血液を富裕層相手に裏取引している組織。「若い血液の定期的な輸血で若返りでき、血液に記憶があるため、望む人物の血液を輸血することで理想の人間になれる」という思想を持つ。
凰蝶（スワローテイル）
赤い夜明けで取引の指揮をとっている人物。車椅子に乗った女性。
デイモン
凰蝶の介助人。顔の下半分にマスクのような入れ墨がある坊主頭の悪党。
凰蝶の幼なじみで、彼女に嫌われたかをいちいち気にする心配性。

### 殺し屋たち
スペード
今まで失敗したことがない。園児の一人を狙撃しようとするが、リタに防がれた末に追い詰められ質問を受ける。
途中まではうまく答えていたが「映画のエンドロールを観ないで映画館出る派」だったため死亡。
番外編のあの世トークでは、下手な言動でよく他のキャラに殺される地雷発言キャラとなっている。
クラブ
エドワード家のリカという園児を誘拐しようと、執事に変装し潜入しようとするが、マスクにほくろをつけ忘れたことでリタに正体がばれる。
追い詰められ、リタの質問に対し「ラーメンはチャーシューから食べる派」と答え奪われた自分の刀で斬られる。このとき生きており、リタを殺そうとしたがダグにとどめを刺された。
ダイヤ
誘拐目的で園を狙った。関係者を一人を捕まえて園の情報を吐かせ、それを取りかかりに皆殺しにするつもりでいた。
部下をおばあさんに変装させダグをひっかけて捕らえ、大人数で彼を拷問し殺そうとする。ダグの救出に現れたリタに立ち向かおうとするも、イケメンでなかったため死亡。
ハート
ハナがやってくるタイミングで幼稚園にやってきた。リタは彼を新任の特殊教諭と勘違いし、イケメンと仕事ができることに興奮した。
リタの質問に「床がベトベトしているのでラーメン屋行かない派」と答え死亡。
忍者集団
イケメン揃い。手裏剣を使って園の外から教室を攻撃した。やってきたリタに質問を受けるも、全員が的はずれな回答をしたため死亡。
ナターシャ
ライラを手に入れるために送り込まれた殺し屋。
幼少期から殺し屋をしており、大人に褒められることが楽しくて殺しを続けていた。しかし、強くなればなるほど簡単に敵が死んでいく現実に退屈するようになった。そんな中でリタの存在を知り、簡単には倒されないであろう彼女と戦う日を心待ちにしてきた。
戦いの最中、リタとの実力差を思い知ると同時に魔女としての人格にも恐怖し、自分は本当は人殺しなんて楽しくないこと、友達が欲しかったことに気づく。とどめを刺された後にリタに手をつながれ、たんぽぽ組の特殊教諭としてリタたちと楽しく日々を過ごしていた世界線を想像して息絶える。
褐色イケメン
覆面を被り、集団でバイクに乗って幼稚園を襲った殺し屋の一人。他の仲間が殺されていくのを見て逃げるが、リタによって追い詰められる。
質問に「映画のエンドロールは最後まで見る派」と答え、さらにその理由までリタと一致したことで共感されるが、「家では映画を2倍速で見る」と自分から言ってしまい死亡。
殺されるまでの描写がしつこい。
エルザ・オージェ
ダグのかつての仕事仲間。首から胸にかけてヘビの入れ墨があるグラマーな女性。4年間組んでいて、エルザはこの間ダグと付き合っていたと思い込んでいたが、ダグはエルザを単に利益のために利用しており恋愛感情はまったく無かった。
リタが撃って倒した木の下敷きになる。
長髪金髪サラサラ系イケメン
執事に変装してお遊戯会に潜入した。リタに追い詰められ、質問にこだわりが強すぎる映画の楽しみ方を答え死亡
不良系オラオライケメン
セグウェイに乗って園を襲撃した殺し屋の一人。リタに追い詰められ「好きな動物は何か」という質問に「ネコ」と答え共感されるが、DQNネームをつけようとしていたため死亡。
ハッキングが得意な殺し屋
夕涼会に潜入した。リタに追い詰められ「好きな屋台は何か」という質問に「屋台とかダルいからコンビニ行く」と答え死亡。

### その他の人物
猪本ハルオ
ナツキの弟。両親の副業であった殺し屋を継ぎ、一人で抱え込むナツキを見て独自の鍛錬を積み重ね、猛反対を受けるも熱意が通り自らも殺し屋の道へ進む。かなりのブラコンで戦闘中であってもナツキの良いところを語り倒せる。武器は花火で、本気になれば辺り一面を吹き飛ばせる。
中性的な見た目をしており、浅草の殺し屋達が「金魚屋の弟」と言うまでダグは男と分かっていなかった。ダグとハナの二人と戦闘になるも、ダグによって花火を濡らされハナに倒される。敗北後、ナツキを殺そうとするリタを制止し、ナツキに殺しをやめて自由に生きることを提案する。ハナに恋をしたナツキに風邪だと嘘を吹き込んだ。
浅草を去るとき、新世界秩序の襲撃を受け致命傷を負う。ナツキとともにエリナに助けられブラック幼稚園に運び込まれるが、現在でも意識が戻っていない。
ティナ・ロバーツ
ルークの元恋人。花屋の店員。少女漫画やスイーツの好み（できあがったものに甘いものを大量にかけ本来の味を台無しにする）など、ルークが好きなものは彼女の影響によるところが大きい。アイドルオタクでもある。
仕事上、どうしても人を撃たざるを得ず苦しむルークを歌でなぐさめていたが、皮肉にもこの歌はルークが暴力に頼るときに口ずさむものとなってしまった。
平和に暮らし順調にルークとの仲を育んでいたが、オリバーたちの襲撃を受けたときにルークをかばって死亡。
ローレル・スコット
シルビアの一歳下の妹で、かつての仕事仲間。現在どうなったか不明で、シルビアも多くを語らない。

### 劇中作『ごはんよりだんご』
ルークがもっとも愛する少女漫画。薬師丸大二郎作。ルークいわく「学生たちの甘酸っぱい純愛を描いた素晴らしい胸キュンストーリーで、ごはんを使った斬新な設定に先が気になって夜も眠れない」らしい。
単行本第4巻末に第一話の冒頭が掲載されている。
ストーリーは、貧乏農家の娘・小町リカが大盛りごはんを片手に登校しているところ、曲がり角でうな重をもった同じ学校の男子生徒とぶつかってしまう。
その後、遅刻ギリギリで学校についたリカは同級生から「今日、クラスに転校生がくるらしい」との噂を聞く。やがて朝のホームルームが始まり転校生が紹介されるが、その生徒こそリカがぶつかった米農家財閥の息子・具田ヒカルであり、リカはヒカルからうなぎをもらって二人の恋が始まる、というもの。
リタ、ダグからはクソ漫画よばわりされているが、作中世界ではアニメ化（2期まである）、ドラマ化されている人気作品。
単行本はティナがまだ生きている時に100巻以上出ており、お遊戯会の時点で2800話まで連載が続いている。なお、リカとヒカルはまだ片思い中である。

## 制作背景
作者の千葉は、2年ほど漫画の企画がまったく通らない時期があり、貯金もつきかけたため、漫画家を諦めて近所のパン屋のアルバイトに応募をしたが、面接の1時間前に原因不明の「今まで経験したことのないほどの腹痛」を経験し、病院へ行き、2日寝込んだ。それによりアルバイトをすることができず、仕方がなく本作で挑戦することを決意。その後、本作は人気を得て連載権を獲得している。

## 評価
2021年12月、第3回LINEマンガ大賞で佳作を受賞。
2023年8月、「次にくるマンガ大賞 2023」Webマンガ部門にて3位に選出。同年9月、「第7回みんなが選ぶTSUTAYAコミック大賞」にて8位を獲得。

## 書誌情報
- 千葉侑生『幼稚園WARS』集英社〈ジャンプコミックス〉、既刊15巻（2025年8月4日現在）
  1. 2023年3月3日発売[3][10]、ISBN 978-4-08-883486-3
  2. 2023年4月4日発売[11]、ISBN 978-4-08-883488-7
  3. 2023年5月2日発売[12]、ISBN 978-4-08-883506-8
  4. 2023年7月4日発売[13]、ISBN 978-4-08-883541-9
  5. 2023年9月4日発売[14]、ISBN 978-4-08-883640-9
  6. 2023年11月2日発売[15]、ISBN 978-4-08-883702-4
  7. 2024年1月4日発売[16]、ISBN 978-4-08-883842-7
  8. 2024年3月4日発売[17]、ISBN 978-4-08-883860-1
  9. 2024年5月2日発売[18]、ISBN 978-4-08-884034-5
  10. 2024年7月4日発売[19]、ISBN 978-4-08-884091-8
  11. 2024年9月4日発売[20]、ISBN 978-4-08-884186-1
  12. 2024年11月1日発売[21]、ISBN 978-4-08-884264-6
  13. 2025年1月4日発売[22]、ISBN 978-4-08-884345-2
  14. 2025年4月4日発売[23]、ISBN 978-4-08-884426-8
  15. 2025年8月4日発売[24]、ISBN 978-4-08-884627-9